# Мато
Мато (на латински: Mathos) е военачалник от Либия.
Единственият източник за живота му е историята на Полибий. Според него той е либиец, който става наемник в Картаген и е сред ръководителите на започналото през 241 година пр. Хр. Въстание на наемниците. През 238 година пр. Хр. е заловен и разпънат на кръст.